# Johannes Olavi Gistadius
Johannes Olavi Gistadius, född 1600, död 1690 i Trehörna socken, Östergötlands län, var en svensk präst i Trehörna församling.

## Biografi
Johannes Olavi Gistadius föddes 1600 och blev 1640 student vid Uppsala universitet, Uppsala. Han blev 1647 krigspräst och blev 1654 komminister i Ödeshögs församling, Stora Åby pastorat. Gistadius blev 1663 kyrkoherde i Trehörna församling, Trehörna pastorat. Han avled 1690 i Trehörna socken.

### Familj
Gistadius gifte sig med en kvinna och de fick sonen kyrkoherden Johannes Gistadius i Häradshammars församling.